# Euleia
Euleia is een geslacht van insecten uit de familie van de Boorvliegen (Tephritidae), die tot de orde tweevleugeligen (Diptera) behoort.

## Soorten
- E. fratria (Loew, 1862)
- E. heraclei

Selderijvlieg (Linnaeus, 1758)
- E. marmorea (Fabricius, 1805)
- E. separata (Becker, 1908)
- E. uncinata (Coquillett, 1899)